# Alirajpur (stato)
Lo Stato di Alirajpur fu uno stato principesco del subcontinente indiano, avente per capitale la città di Alirajpur.

## Storia
Il principato venne fondato nel 1437 da Anand Deo, un Rajput del Rathore, che diede inizio alla dinastia dei Deo/Singh. L'ultimo regnante di Alirajpur fu Surendra Singh, che successivamente intraprese la carriera diplomatica e fu ambasciatore dell'India in Spagna negli anni'80 del Novecento. Dopo l'indipendenza indiana nel 1947, lo stato di Alirajpur entrò a far parte dell'Unione Indiana ed il principato si ritrovò incorporato nello stato di Madhya Bharat, che successivamente divenne lo stato di Madhya Pradesh dal 1º novembre 1956.

## Governanti
I governanti di Alirajpur ebbero dapprima il titolo di Rana e poi quello di Raja dal 1911 in poi. Ottennero un saluto militare per le occasioni ufficiali di 11 colpi di cannone a salve.

### Rana
- 1437 - 1440                Anand Deo                          (m. 1440)
- 1440 - ....                Pratap Deo
- .... - ....                Chanchal Deo
- .... - ....                Gugal Deo
- .... - ....                Bachchharaj Deo
- .... - ....                Dip Deo
- .... - ....                Pahad Deo I
- .... - ....                Udai Deo
- .... - 1765                Pahad Deo II                       (m. 1765)
- 1765 - 1818                Pratap Singh I                     (m. 1818)
- 1818                       Musafir Mekran (usurpatore)
- 1818 - 17 marzo 1862         Jashwant Singh                     (n. 1818 - m. 1862) 
  - 1818 - 1839                Musafir Mekran -amministratore
- 1862 - 1869                Gang Deo                           (n. c.1845 - m. 1871)
- 1869 - 29 ottobre 1881         Rup Deo                            (n. 1847 - m. 1881)
- 1869 - 1873                Muhammad Najaf Khan - sovrintendente
- 1881 - 16 agosto 1890         Bijai Singh                        (n. 1881 - m. 1890)
- 16 agosto 1890 – 14 febbraio 1891  Interregno
- 14 febbraio 1891 - 1911         Pratap Singh II                    (n. 1881 - m. dopo il 1950) (dal 1892)

### Raja
- 1911 - 1941                Pratap Singh II                    (s.a.) (dal 3 giugno 1933, Sir Pratap Singh II) (titolo personale di Maharaja dal 1941)
- 1941 - 23 ottobre 1941         Fateh Singh                        (n. 1904 - m. 1941)
- 23 ottobre 1941 – 15 agosto 1947  Surendra Singh                     (n. 1923 - m. 1996) 
  - 23 ottobre 1941 – 15 agosto 1947  Sir Pratap Singh - reggente (s.a.)